# Till Alexander Körber
Till Alexander Körber (* 8. März 1967 in Tübingen) ist ein deutsch-österreichischer Komponist, Pianist und Musikpädagoge.

## Leben
Nach erstem Klavierunterricht im Kindesalter begann Körber 1976 mit frühen Kompositionsversuchen. Ab 1983 erhielt er Gesangsunterricht. Von 1984 bis 1986 absolvierte er eine Ausbildung zum evangelischen Kirchenmusiker mit Schwerpunkt Chorleitung. 1986 begann er an der Musikhochschule Freiburg im Breisgau Studien in Klavier bei Robert-Alexander Bohnke, Liedinterpretation bei Ramon Walter und Chordirigieren bei Klaus Hövelmann, die er 1990 mit dem künstlerischen Diplom abschloss. 1990 setzte er sein Klavierstudium in der Konzertfachklasse von Hans Petermandl an der Wiener Musikhochschule fort.
1994 erhielt er einen Lehrauftrag für zeitgenössische Klaviermusik an der Hochschule für Musik und darstellende Kunst Graz, den er bis 2003 innehatte. Von 1995 bis 2002 wirkte er als Chorleiter der Pfarrkirche Auferstehung Christi in Wien-Margareten. 1997 erfolgte seine Konversion zur Katholischen Kirche. 1999 übernahm er die Leitung einer Klasse für Klavierkammermusik am Linzer Bruckner-Konservatorium, der späteren Anton Bruckner Privatuniversität. Seit 2003 unterrichtet er dort auch Klavier. 2016 wurde er zum Präsidenten der EPTA Österreich gewählt. 2021 erfolgte seine Bestellung als Stiftskapellmeister der Zisterzienserabtei Wilhering.
Körber konzertiert im In- und Ausland, vor allem mit dem Merlin Ensemble Wien und seinem Leiter, dem Violinisten Martin Walch. Er ist seit 1994 mit der Cellistin Barbara, geb. Lichter, verheiratet und lebt mit seiner Familie in Wilhering.

## Kompositionen (Auswahl)

### Chor
- Die sieben Worte Jesu am Kreuz. Sieben Motetten leichter Ausführbarkeit für vierstimmigen gemischten Chor und vier Instrumente, op. 4 (1999)
- In Remissionem Peccatorum. Concerto ecclesiastico für einstimmigen Chor und Bläser (2003)
- De Curru Igneo. Oratorium für gemischten Chor, Bassbariton- und Altsolo und Orchester nach Texten von Dionysius Areopagita, Johannes vom Kreuz, Anonymi und aus der Vulgata (2003/'04)
- Iesus Dixit. Die Ich-Worte Jesu nach der Vulgata für Männerstimmen und Ensemble (2007/'08)
- Missa Corpus Mysticum für 2 gemischte einstimmige Chöre, Cymbal und Glockenspiel, sempre unisono (2013)
- Missa Verbum Perenne für vierstimmigen gemischten Chor a cappella (2013)
- Missa Splendor Paschalis für zwei vierstimmige Chöre a cappella oder ad libitum mit acht Bläsern (2013)
- Beatitudines. Motetta secundum Matthaeum für dreistimmigen Knaben- (oder Frauen-)chor, Altblockflöte, Viola und Hackbrett (2016)
- 24 Augenblicke. Jüdische Gebete und Geschichten für Chor, Sprecher und Klarinette nach Texten von Martin Buber sowie Übersetzungen von M. Buber und Franz Rosenzweig (2018)

### Orchester und Ensemble
- Fantasie für Violine solo und sieben Instrumente, op. 9 (2002/'03)
- Hymnus für Orchester (2007)
- Sonate für Streichorchester (2009)
- Musik zu einer Vesper ("Herr, öffne meine Lippen") für Orgel und Tam-tam (2010/'11)
- Variationen für Streichorchester (2014)
- Variationen über "Et tunc parebit..." (Matthäusevangelium 24,30) für Orchester (2014/'15)
- Blüh auf, zertretnes Leben. Kantate für Sopran und Kammerorchester mit Texten von Gertrud von le Fort sowie aus Bibel und Volksfrömmigkeit (2015, instrumentiert Anfang Januar 2016)
- Erste Symphonie für Bariton, Chor und Orchester, mit Texten von Lew Druskin (übersetzt von Kay Borowsky), Stefan George und Werner Bergengruen (2014–2017)
- Corporis Mysterium. 7 kleine Reflexionen für Orchester (2019)

### Lieder und solistische Vokalmusik
- Acht Lieder für Gesang und Klavier mit Texten von Kay Borowsky, op. 2 (1996/'97)
- Drei Liebeslieder für Sopran, Oboe, Violoncello und Klavier mit Texten von Izumi Shikibu (übersetzt von Wilhelm Gundert) und Mechthild von Magdeburg, op. 7 (2000/'01)
- Fünf Lieder für Gesang und Klavier mit Texten von Regine Lischka und Esther-Beate Körber, op. 8 (2001)
- Hölderlin-Szenen für Sprecher, Bariton, Gitarre und Klavier nach Worten Friedrich Hölderlins (2004)
- Spruch, Szene, Lied für Bass, große Trommel und Klavier mit Texten von Werner Bergengruen und Clemens Brentano (2007)
- Drei Gesänge vom Leben für Sopran, Hackbrett, Akkordeon und Zuspielung (oder Sprecherin), Texte von Friedrich Hölderlin, Clemens Brentano und T. A. Körber (2009)
- Es ist die Zeit. Ein großer Gesang in fünf Teilen für Mezzosopran, Bass und Klavier mit Texten von Angelus Silesius, Werner Bergengruen, Konrad Weiß und Christopher Marlowe (übersetzt von T. A. Körber) (2010)
- Zwei mal drei Tanka für Sopran und Klavier, mit Texten von Ida Friederike Görres (2011)
- Segenssprüche für Gesang und Klavier, mit Texten von Werner Bergengruen (2012)
- Per Viam Luminis. Liederzyklus für tiefe Stimme und Klavier, mit Texten von Leo Scheffczyk und Werner Bergengruen (2015)
- Dicht-Gescherze. 5 unernste Liedchen nach eigenen Textchen für 2 tiefe Stimmen (2018)
- Hommage à Ida Friederike Görres. Sechs Haikus für Gesang mit fünf Zwischenspielen für Violoncello und Akkordeon auf eigene Texte (2019)
- Drei Lieder auf Texte von Margret Bilger für hohe Stimme und Klavier (2020)
- Drei kleine Lieder für hohe Stimme und Klavier, mit Texten von Gertrud von le Fort (2021)

### Kammermusik
- Ricercar für Bassflöte, Bassklarinette, Violoncello und Kontrabass, op. 6 (2000/'01)
- Sonata für Violoncello und Klavier (2002/'03)
- Suite für Violine, Bassklarinette (oder Fagott) und Klavier (2005)
- Gebirgsmusik mit Mozart. Kleine Suite leichter Ausführbarkeit für Klaviertrio (2005)
- Gesang der Frühe für Horn, zwei Violoncelli und zwei Klaviere (2006)
- Phönix und Taube. Fuge für Streichquartett und drei Schauspieler nach William Shakespeare (2007)
- Mikroskopische Reflexionen über die Dunkle Nacht der Sinne I. Elf kleine Stücke für Violine und Klavier (2007/'09)
- Mikroskopische Reflexionen über die Dunkle Nacht der Sinne II. Sieben kleine Stücke für Klaviertrio (2008)
- Zweiter Gesang der Frühe für Violine, Horn und Klavier (2009)
- Seismographische Reflexion I für Fagott (oder Bassklarinette) solo (2009)
- Seismographische Reflexion II für Violine (oder Viola) und Klavier (2009)
- 1. Streichquartett (2010)
- Diptychon der Trauer für Flöte, Gitarre und Streichtrio (2011)
- Dritter Gesang der Frühe für Viola und Contra-Viola mit F-Saite (oder Violoncello) (2011)
- Seismographische Reflexion III für Violine und Viola (2011)
- Trio in einem Satz für Violine, Violoncello und Klavier (2012)
- Zwei Nachtstücke für zwei Violinen und Klavier (2013)
- Diptychon für Bassflöte, Bassklarinette und Fagott (2014)
- Zeichen. 10 mikroskopische Stücke für 2 beliebige verschiedene Zupfinstrumente (auch Clavichord, Hammerklavier) (2015)
- Worte. 10 kleine Variationszyklen über Zeichen für 2 beliebige verschiedene Zupfinstrumente (2015)
- Brachland für Flöte, Viola und Klavier (2017)
- Vierter Gesang der Frühe für Klarinette, Violine, Violoncello und Klavier (2018)
- Franziskus. Sieben musikalische Fresken nach Giotto di Bondone für Fagott, Violoncello, Harfe, Orgel und Schlaginstrumente (2019)

### Klavier und Orgel
- Zwei Nänien für Klavier (1985 und 1989)
- Prosodion für Klavier zu 4 Händen (2001)
- Sechs Kanons für Orgel (2002)
- Acht Moments Musicaux. Mikroskopische Reflexionen über Schuberts Winterreise für Klavier zu 2 oder 4 Händen (2003/'04)
- Variationen über "Granum Sinapis" für Hammerklavier oder modernes Klavier (2014)
- Sitis Domini. Kleine Meditation für Klavier (2014)
- So wünsch ich nun ein gute Nacht. Choralvorspiel für Orgel (2015)

## Auszeichnungen (Auswahl)
- 2003: Stipendium für Komposition der Republik Österreich
- 2008: Kulturpreis für Musik des Landes Oberösterreich